# Answer That and Stay Fashionable
| Críticas profissionais | Críticas profissionais |
| Avaliações da crítica  | Avaliações da crítica  |
| Fonte                  | Avaliação              |
| ---------------------- | ---------------------- |
| Allmusic               | [ 1 ]                  |
| Alternative Press      | [ 2 ]                  |

Answer That And Stay Fashionable é o álbum de estreia da banda de hardcore punk AFI, lançado pela Wingnut Records em 1º de agosto de 1995.
Foi gravado em Hayard, Califórnia no estúdio de Andy Ernst com a ajuda de produção de Doug Sangalang, Tim Armstrong e Brett Reed. O álbum foi editado pela Nitro Records em 22 de Abril de 1997. 
A capa do álbum é uma paródia do filme Reservoir Dogs, ao qual há partes de falas no álbum. 
O título vem do The Comic Strip Present : Bad New Tours no qual é mencionado no começo de Don't Make me I'll e no final de Highschool Football Hero. 
As faixas Two of a Kind e  Yurf Rendeinmein foram regravads para o segundo álbum da banda Very Proud of Ya.
A banda contava com Davey Havok nos vocais, Adam Carson na bateria, Mark Stopholese nas guitarras e Geoff Kresgue no contrabaixo.

## Faixas
| N.º            | Título                                                                                           | Duração |  |
| 1.             | "Two of a Kind"                                                                                  | 1:31    |  |
| 2.             | "Half-Empty Bottle"                                                                              | 1:39    |  |
| 3.             | "Yürf Rendenmein"                                                                                | 2:14    |  |
| 4.             | "I Wanna Get a Mohawk (But Mom Won't Let Me Get One)"                                            | 1:12    |  |
| 5.             | "Brownie Bottom Sundae"                                                                          | 1:47    |  |
| 6.             | "The Checkered Demon"                                                                            | 2:08    |  |
| 7.             | "Cereal Wars"                                                                                    | 1:17    |  |
| 8.             | "The Mother in Me"                                                                               | 2:06    |  |
| 9.             | "Rizzo in the Box"                                                                               | 1:50    |  |
| 10.            | "Kung-Fu Devil"                                                                                  | 2:15    |  |
| 11.            | "Your Name Here"                                                                                 | 2:28    |  |
| 12.            | "Ny-Quil"                                                                                        | 2:07    |  |
| 13.            | "Don't Make Me Ill"                                                                              | 2:41    |  |
| 14.            | "Open Your Eyes"                                                                                 | 1:16    |  |
| 15.            | "High School Football Hero" (com faixa bônus escondida "Man in a Suitcase (cover de The Police)) | 24:47   |  |
| Duração total: | Duração total:                                                                                   | 51:18   |  |

## Re-lançamento pela Nitro Records e edição vinil
| N.º | Título                                                | Duração |  |
| 1.  | "Two of a Kind"                                       | 1:29    |  |
| 2.  | "Half-Empty Bottle"                                   | 1:39    |  |
| 3.  | "Yürf Rendenmein"                                     | 2:13    |  |
| 4.  | "I Wanna Get a Mohawk (But Mom Won't Let Me Get One)" | 1:12    |  |
| 5.  | "Brownie Bottom Sundae"                               | 1:47    |  |
| 6.  | "The Checkered Demon"                                 | 2:08    |  |
| 7.  | "Cereal Wars"                                         | 1:16    |  |
| 8.  | "The Mother in Me"                                    | 2:04    |  |
| 9.  | "Rizzo in the Box"                                    | 1:51    |  |
| 10. | "Kung-Fu Devil"                                       | 2:12    |  |
| 11. | "Your Name Here"                                      | 2:27    |  |
| 12. | "Ny-Quil"                                             | 2:06    |  |
| 13. | "Don't Make Me Ill"                                   | 2:40    |  |
| 14. | "Open Your Eyes" (The Circus Tents cover)             | 1:16    |  |
| 15. | "High School Football Hero"                           | 1:55    |  |
| 16. | "Self-Pity" (Faixa bônus do vinil)                    | 0:56    |  |
| 17. | "Key Lime Pie" (Faixa bônus do vinil)                 | 0:37    |  |